# كولا (إله)
كولا هو إله القرميد في الميثولوجيا السومرية و الميثولوجيا البابلية ذكر بجانب موشداما إله البناء والعمارة، كان يتم تقديم الأضحية له قبل بناء المباني.